# Playa Fly
Playa Fly (Memphis, Tennessee, 2 de setembro de 1977) é um rapper norte-americano.  Fly era um membro da Triple Six Mafia (agora conhecido como Three 6 Mafia, então conhecido como Lil Fly), mas ele decidiu seguir carreira solo e teve sua saída do Three 6 Mafia em 1995 devido a disputas monetárias e diferenças filosóficas após a gravação de um álbum sob a orientação do grupo.
Todos suas atividades em 1993, teve bastante ajuda e orientação do grupo de Hip Hop Three 6 Mafia da sua mesma cidade natal. Onde foi membro de várias atividades com Three 6 Mafia hoje conhecido como Da Mafia 6ix.
Fly nasceu em Memphis, no estado de Tennessee em 1977 e em grande parte foi criado pela avó. Seu pai foi o músico nomr Willie David Young, um ex-membro da  banda. Avantis e A Ovations, enquanto sua mãe foi traficante de drogas, e Fly também teve contato com as drogas aos se envolver com a idade de 13 anos.

## Discografia

### Álbuns
- 1993 – From Da Darkness Of Da Kut[1]
- 1996 – Fly Shit
- 1998 – Movin' On
- 1999 – Just Gettin' It On
- 1999 – Da Game Owe Me
- 2002 – Fly2K[4]

#### Aparições
| Ano  | Canção                                | Artista(s)  | Álbum                |
| ---- | ------------------------------------- | ----------- | -------------------- |
| 2012 | "Welcome" (com Zed Zilla & Playa Fly) | Young Dolph | Welcome To My City 2 |